# Hot Girl
Hot Girl è un singolo della cantante pop italiana Sabrina Salerno, ultimo estratto dal suo album di debutto Sabrina, nel 1987.

## Descrizione
Il singolo, uscito in versione remixata, ha avuto successo in paesi come Francia, Svizzera, Germania e Paesi Bassi e la b-side del singolo, Kiss Me, era anch'essa contenuta nell'album di debutto. È stato pubblicato dopo il successo europeo di Boys (Summertime Love).

## Tracce e formati
7" single
1. "Hot Girl" (7" new version) – 3:22
2. "Kiss Me" – 4:05

12" maxi
1. "Hot Girl" (12" new version) – 6:04
2. "Hot Girl" (dub version) – 7:03

## Crediti
- Written by Cecchetto, Bonsanto and Rossi
- Engineered by F.Santamaria and L. Vittori
- Remixed by Matteo Bonsanto and Roberto Ross
- Edited by Matteo Bonsanto and Roberto Rossi
- Executive produced by Matteo Bonsanto and Roberto Rossi
- Produced by Claudio Cecchetto

## Classifiche
| Classifica (1987/1988)     | Posizione raggiunta |
| -------------------------- | ------------------- |
| Dutch Mega Top 100         | 10                  |
| Eurochart Hot 100          | 26                  |
| Finnish Singles Chart      | 6                   |
| French SNEP Singles Chart  | 12                  |
| German Singles Chart       | 19                  |
| Italian FIMI Singles Chart | 16                  |
| Spanish Singles Chart      | 2                   |
| Swiss Singles Chart        | 13                  |